# Upucerthia saturatior
Az Upucerthia saturatior a madarak (Aves) osztályának verébalakúak (Passeriformes) rendjébe és a fazekasmadár-félék (Furnariidae) családjába tartozó faj.

## Rendszerezése
A fajt William Earl Dodge Scott amerikai ornitológus írta le 1900-ban. Egyes szervezetek a Upucerthia dumetaria alfajaként sorolják be Upucerthia dumetaria saturatior néven.

## Előfordulása
Argentína és Chile területén honos. Természetes élőhelyei a szubtrópusi és trópusi lombhullató erdők. Vonuló faj.

## Megjelenése
Testhossza 20-22 centiméter.

## Életmódja
Ízeltlábúakkal táplálkozik.

## Természetvédelmi helyzete
Az elterjedési területe elég nagy, egyedszáma viszont csökken, de még nem éri el a kritikus szintet. A Természetvédelmi Világszövetség Vörös listáján nem fenyegetett fajként szerepel.